# Mary Healyová
Profesorka Mary Healyová (* 1964) S.T.D. je americká katolická teoložka a misionářka, profesorka biblistiky na Sacred Heart Major Seminary a autorka několika knih. Je častou návštěvnicí či pořadatelkou konferencí, jejichž tématy jsou biblické interpretace, katolická teologie těla a duchovní život.
Její nejznámějšími knihami jsou průvodce Teologií těla Jana Pavla II. Men and Women Are from Eden (Muži a ženy jsou z ráje), který se dočkal překladu do řady jazyků, včetně češtiny, a cyklus Catholic Commentary on Sacred Scripture, u něhož je hlavní editorkou a autorkou prvního dílu (The Gospel of Mark).

## Život
Bakalářský diplom získala na University of Notre Dame (1986), magisterské pak na Franciscan University (1988, teologie) a Catholic University of America (1991, filosofie). Licenciát teologie získala na rakouském International Theological Institute, doktorát posvátné teologie pak na Gregorianě (2000).
Několik let byla koordinátorkou laické Mother of God Community v marylandském Gaithersburgu, nějakou dobu pak sloužila jako misionářka v Rusku a dalších zemích. Přednášela teologii na Ave Maria University, dnes je profesorkou biblistiky na Sacred Heart Major Seminary a starší členkou St. Paul Centre for Biblical Theology a přednáší též na Christendom College.
V roce 2014 byla papežem Františkem jmenována členkou Papežské biblické komise. Stala se tak první ženou v této komisi.

## Dílo
- Men and Women Are from Eden - průvodce Teologií těla Jana Pavla II. (česky vyšlo jako Muži a ženy jsou z ráje, překlad Karel Skočovský)
- 'Behind' the Text: History and Biblical Interpretation (spolueditorka)
- Out of Egypt: Biblical Theology and Biblical Interpretation (spolueditorka)
- The Bible and Epistemology (spolueditorka)
- Catholic Commentary on Sacred Scripture (spolu s Peterem Williamsonem hlavní editorka, zároveň ja autorkou prvního dílu: The Gospel of Mark)